# InterContinental Carlton Cannes

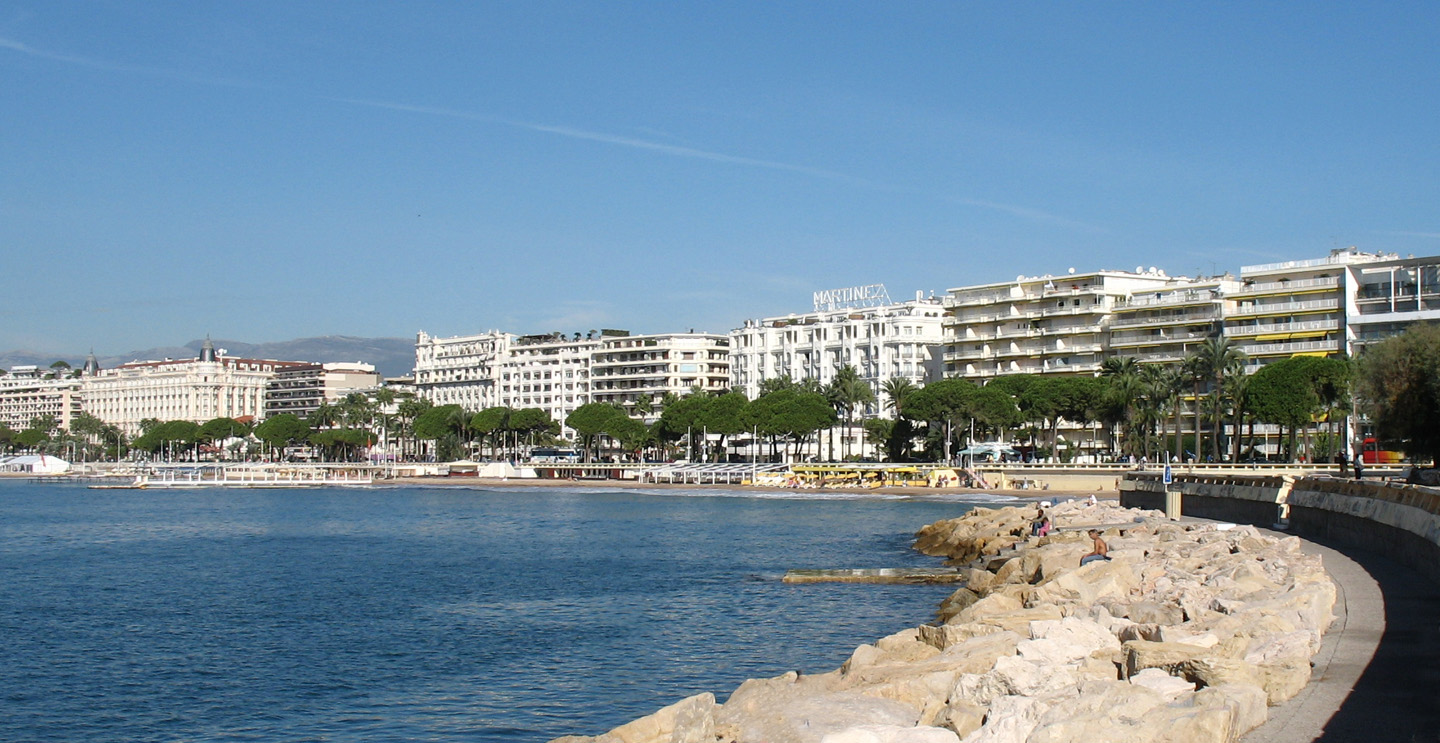
La Croisette i el Carlton al fons.

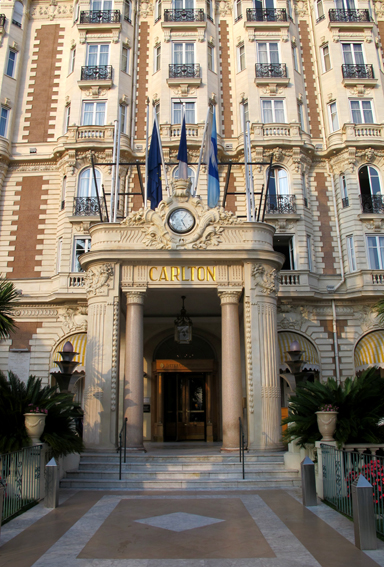
Porxo de l'hotel.

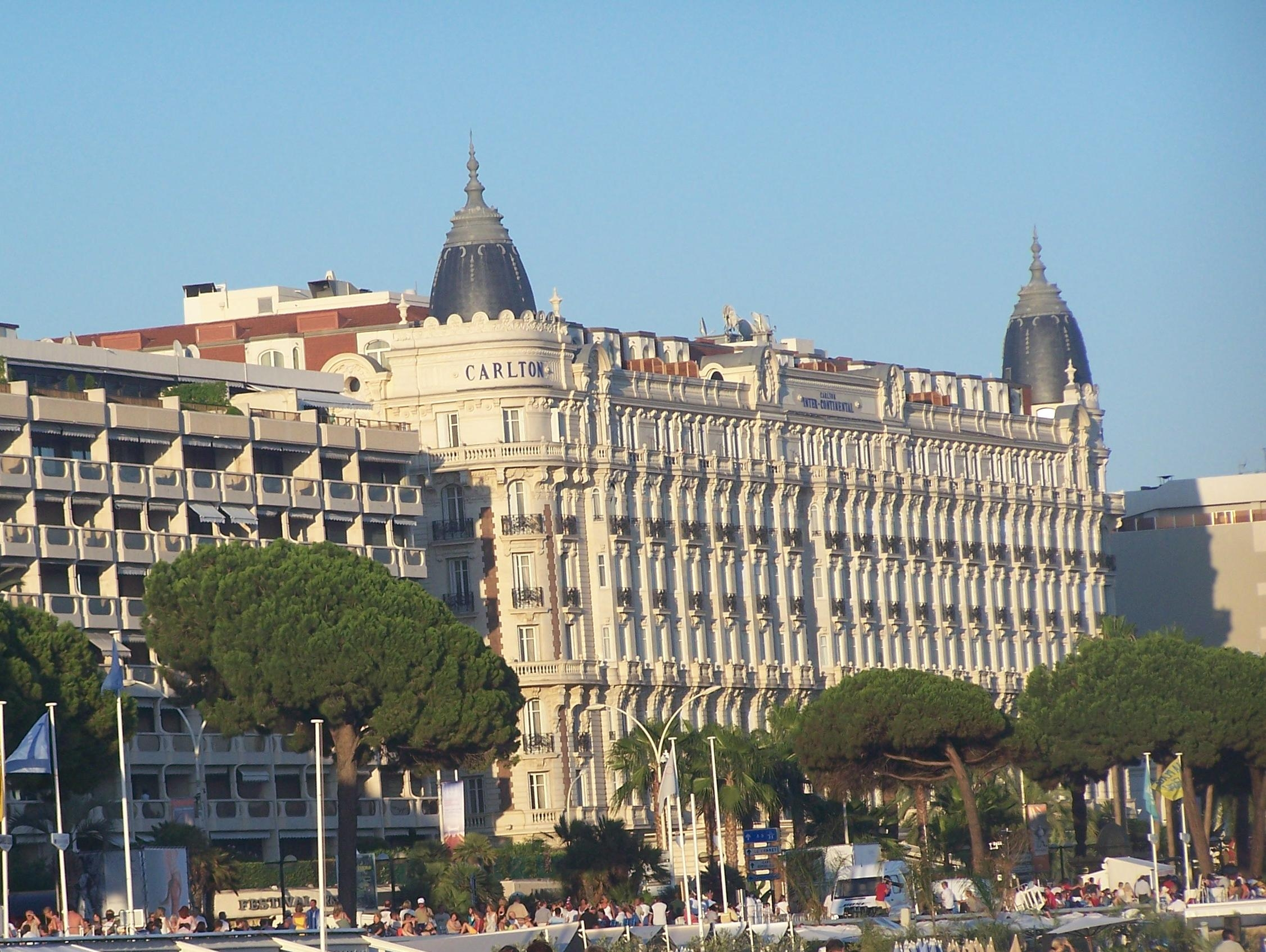
El Hôtel Carlton vist des de la platja.

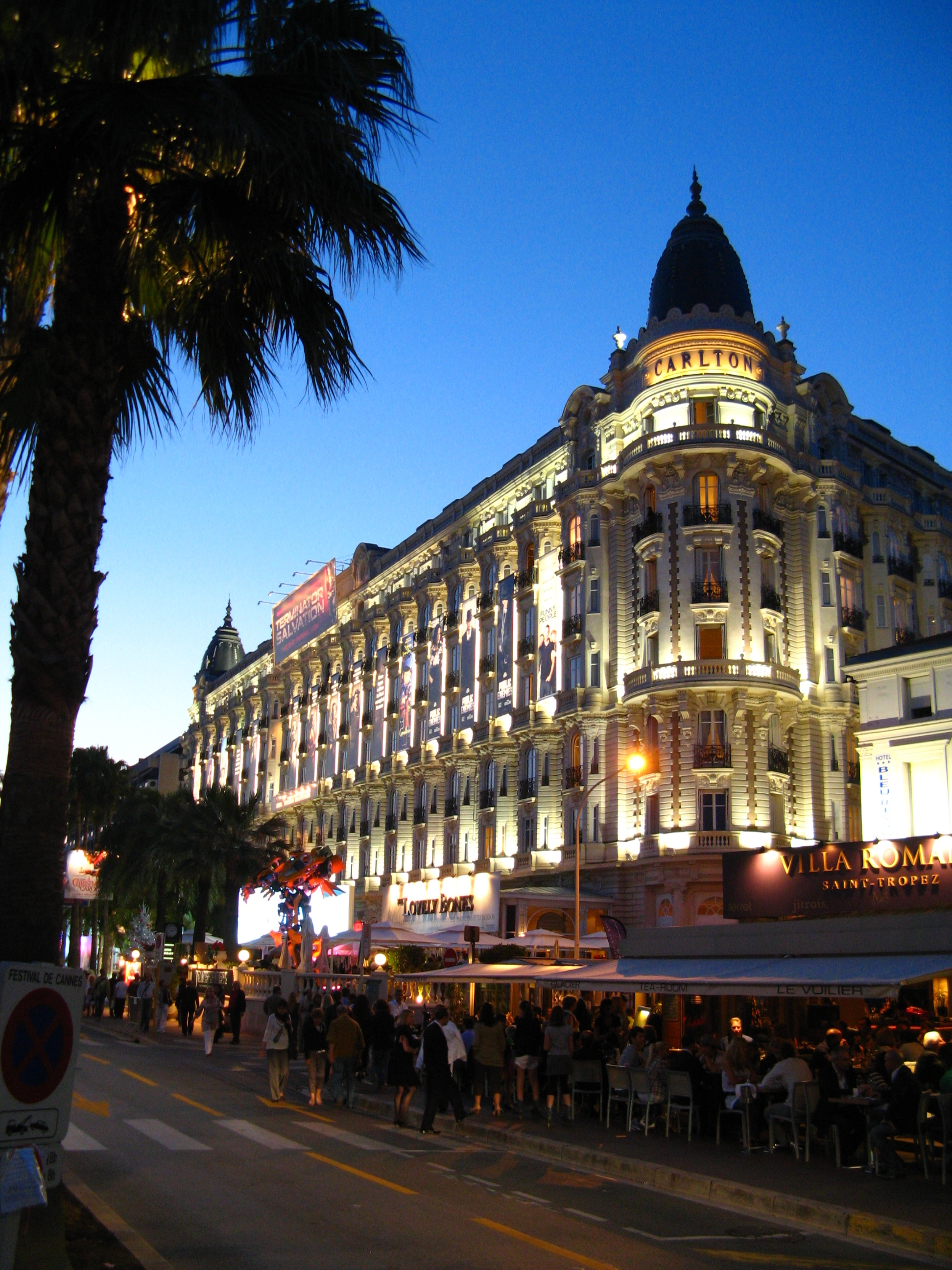
L'Hôtel Carlton durant el Festival de Cannes de 2009.

L'Hôtel Intercontinental Carlton Cannes és un hotel de luxe construït l'any 1911 a la vora de la mar Mediterrània a la Promenade de la Croisette de Cannes, França. Ha estat declarat monument historique.

## Història
Aquest hotel va ser construït per a Henry Ruhl pels arquitectes Charles Dalmas, de Niça, i Marcellin Mayère, de Cannes, entre 1909 i 1913. Amb 343 habitacions, incloses 39 suites, la seva façana està revestida amb falsa pedra de dos tons. La decoració va ser modelada en ciment. L'hotel va ser transformat parcialment en hospital durant la Primera Guerra Mundial, mentre que durant la Segona Guerra Mundial va continuar funcionant com a hotel. Està relacionat amb el món del cinema des de la creació del Festival de Cannes l'any 1946.
El 12 d'abril de 2011, el banc d'inversions Morgan Stanley va vendre la seva cartera de set hotels, inclòs el Carlton Cannes, a la societat Mansion Services Limited, propietat d'un empresari del Líban, Toufik Aboukhater, resident a Mònaco. Gestionat per la cadena Intercontinental, l'hotel és propietat del grup de Qatar Katara Hospitality des de 2014.
El mes de juliol de 2013, durant l'exposició Extraordinary Diamonds de la casa Leviev, un individu armat es va apoderar d'un maletí que contenia joies i diamants; segons una primera estimació la pèrdua ascendiria a 40 milions d'euros, però finalment el botí es va estimar en 102 milions.

## Situació
El Carlton està situat al centre de Cannes a la Promenade de la Croisette, a 25 km de l'Aeroport Internacional de Niça per la route du bord de mer, a 1 km de l'Estació de Cannes i a 1 km del Palau de Festivals de Cannes. El Carlton es troba a 8 km d'Antíbol, a 30 km de Saint-Paul-de-Vence, a 50 km de Mònaco i a 50 km de Saint-Tropez.

## Característiques
- L'hotel té cinc estrelles des del 3 d'agost de 2009.[3]
- Compta amb 280 treballadors a l'any i més de 530 en temporada.
- 343 habitacions incloses 39 suites i 7 suites panoràmiques d'entre 200 i 400 m² en la setena planta, amb balcó i vistes del Mediterrani en la seva major part.
- Deu salons per a organitzar conferències, recepcions, còctels i nits de gala, entre ells el Grand Salon, declarat monument historique
- Una terrassa amb vista del Mediterrani.
- Dos restaurants: el Carlton Restaurant i el Restaurant de la Plage
- Serveis com a agència de viatges, oficina de lloguer de cotxes, bugaderia, canvi de divises, porter, caixa forta, servei de lloguer de limusines privades, sala de gimnàs, cabina de massatges i tractaments de bellesa
- Platja privada de sorra al Mediterrani amb accés directe a la Promenade de la Croisette
- Les dues cúpules s'inspiren, segons es diu, en els pits de la Bella Otero.[4][5]

## Protecció del patrimoni
L'hotel va ser inscrit com monument historique el 10 d'octubre de 1984 i a l'inventari general del patrimoni cultural francès en el marc de la catalogació del patrimoine balnéaire de Cannes. L'edifici va rebre l'etiqueta «Patrimoine du XXe siècle» en aplicació de la circular de l'1 de març de 2001.

## Situació econòmica
A causa de la crisi econòmica de 2008, l'hotel va perdre dos terços del seu valor des de la seva compra pel banc d'inversió Morgan Stanley, el 2007, per 4.200 milions d'euros, que és la pèrdua més gran mai registrada per un fons d'inversió especialitzat en el sector immobiliari.
L'hotel ha abandonat el seu projecte d'extensió de les dues ales, que li hagués permès, en guanyar vuitanta habitacions, convertir-se en l'hotel més gran de la Costa Blava. Aquesta ampliació hauria inclòs un spa de 1.000 m², un centre de congressos i una piscina.
El dimarts 12 d'abril de 2011, el banc d'inversions Morgan Stanley va vendre la seva cartera de set hotels, que incloïa els hotels de Cannes, Amsterdam, Budapest, Roma, Frankfurt, Madrid i Viena, a la societat Mansion Services Limited, propietat d'un empresari del Líban, Toufik Aboukhater, resident a Mònaco. Els hotels van ser venuts amb el contracte d'administració inclòs. Intercontinental continuarà per tant gestionant, dirigint i comercialitzant els seus hotels.

## Cultura popular
Pel·lícules
- To Catch a Thief (1954) d'Alfred Hitchcock amb Cary Grant i Grace Kelly
- La Bonne Année (1973) de Claude Lelouch amb Françoise Fabian i Lli Ventura
- Quatre étoiles (2005) de Christian Vincent amb Isabelle Carré, José Garcia i François Cluzet
- El secret d'Anthony Zimmer (2005) de Jérôme Surt-li amb Sophie Marceau e Yvan Attal
- Le Siffleur (2010) de Philippe Lefebvre amb François Berléand, Thierry Lhermitte i Virginie Efira

Música
- I'm Still Standing (1982) de Russell Mulcahy, interpretada per Elton John